# Paganese Calcio 1926
Maillots
Actualités
Le Paganese Calcio 1926 est un club italien de football basé à Pagani, dans la province de Salerne, en Campanie.

## Historique
L'équipe n'a jamais dépassé l'échelon de la Ligue Pro Première Division, l'ancienne Serie C1 italienne, dans laquelle l'équipe milite actuellement. La plupart du temps dans son histoire, elle a joué chez les semi-professionnels, voire les amateurs.

## Parcours du club
|           | I | II | III | IV | V | Points | Journées | V  | N  | D  | B.M. | B.P. | Diff. |
| 2008-2009 |   |    | 13  |    |   | 41 pts | 34       | 9  | 14 | 11 | 21   | 29   | -8    |
| 2007-2008 |   |    | 14  |    |   | 32 pts | 34       | 7  | 11 | 16 | 26   | 41   | -15   |
| 2006-2007 |   |    |     | 4  |   | 57 pts | 34       | 16 | 9  | 9  | 54   | 41   | +13   |

## Changements de nom
- 1926-1929 : Unione Sportiva Paganese
- 1929-1931 : Unione Sportiva Fascista Paganese
- 1931-1945 : Associazione Sportiva Pagani
- 1945-1982 : Unione Sportiva Paganese
- 1982-1988 : Paganese Calcio
- 1988-1991 : Polisportiva Azzurra Paganese
- 1991-1998 : Associazione Calcio Paganese
- 1998-2003 : Associazione Sportiva Real Paganese
- 2003- : Paganese Calcio 1926